# Michailowsk (Stawropol)
Michailowsk (russisch Миха́йловск) ist eine Stadt in Südrussland in der Region Stawropol. Sie hat 70.981 Einwohner (Stand 14. Oktober 2010) und liegt 12 km nordöstlich der Regionshauptstadt Stawropol.

## Geschichte
Der Ort wurde 1784 als Dorf mit dem Namen Michailowskoje von Siedlern aus dem Gouvernement Kursk (der heutigen Oblast Kursk) gegründet. Lange Zeit diente er als einer der südlichen Grenzstädte des Russischen Kaiserreiches; Anfang des 19. Jahrhunderts erhielt das Dorf den Status einer Staniza und seine Bewohner gehörten seither den Kosaken an. 1870 wurde Michailowskoje wieder ein gewöhnliches Dorf, nachdem es seine militärische Bedeutung verloren hatte.
Von 1963 bis 1999 hieß das Dorf Schpakowskoje (Шпаковское) zu Ehren eines Armeeoffiziers mit dem Familiennamen Schpak. Erst 1999 erhielt es Stadtrechte und seinen heutigen Namen, der vom alten Dorfnamen abgeleitet wurde. Der Rajon, dessen Verwaltungszentrum Michailowsk ist, heißt aber immer noch Schpakowskoje.

### Bevölkerungsentwicklung
| Jahr | Einwohner |
| ---- | --------- |
| 1939 | 8.608     |
| 1959 | 12.296    |
| 1970 | 21.492    |
| 1979 | 32.266    |
| 1989 | 42.993    |
| 2002 | 58.153    |
| 2010 | 70.981    |

Anmerkung: Volkszählungsdaten

## Wirtschaft
Heute hat Michailowsk neben landwirtschaftlichen Betrieben auch mehrere Fabriken, darunter eine zur Herstellung von Autoersatzteilen und ein Baustoffwerk.

## Söhne und Töchter der Stadt
- Marija Stepanowa (* 1979), Basketballspielerin